# Susaki
Susaki (須崎市, Susaki-shi) est une municipalité ayant le statut de ville dans la préfecture de Kōchi, au Japon.

## Géographie

### Situation

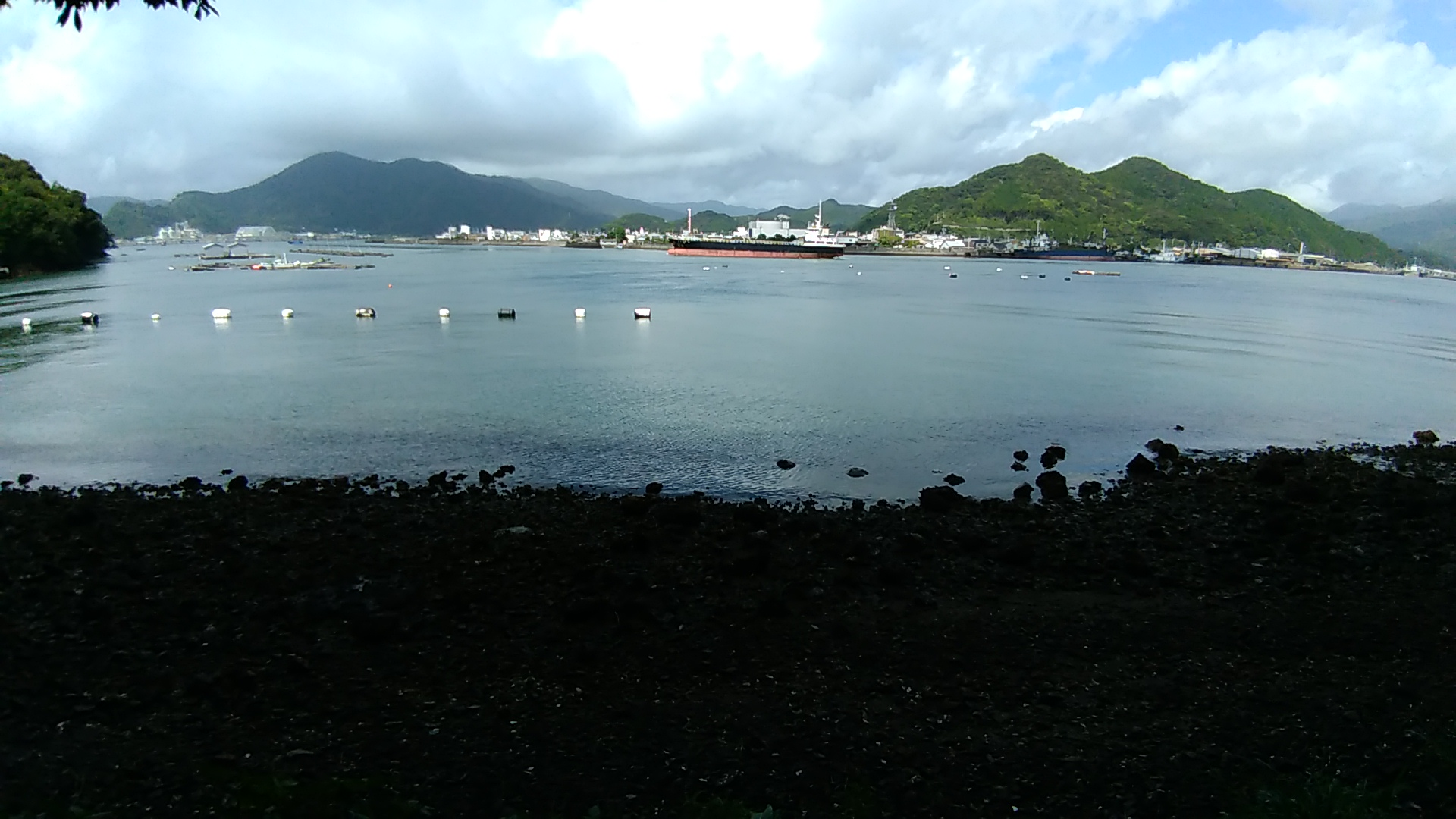
Vue naturelle sur Susaki.

Susaki est située au sud de la partie centrale de l'île de Shikoku, bordée par la baie de Tosa au sud et de montagnes au nord.

### Démographie
En avril 2022, la population de la ville de Susaki était de 20 285 habitants répartis sur une superficie de 135,44 km2.

### Climat
Susaki a un climat subtropical humide avec des étés chauds et humides et des hivers frais. Il y a des précipitations importantes tout au long de l'année, en particulier en juin et juillet. La température moyenne annuelle à Susaki est de 16,8 °C. La pluviométrie annuelle moyenne est de 2 780,2 mm, septembre étant le mois le plus humide.

## Histoire
La région de Susaki faisait partie de l'ancienne province de Tosa. Pendant l'époque d'Edo, la région faisait partie des possessions du domaine de Tosa dirigé par le clan Yamauchi.
Le bourg moderne de Susaki a été créé le 1er octobre 1889. Il a été élevé au statut de ville le 1er octobre 1954.
Le maire actuel de la ville, qui est en poste depuis avril 2012, s'appelle Kosaku Kusunose.

## Culture locale et patrimoine

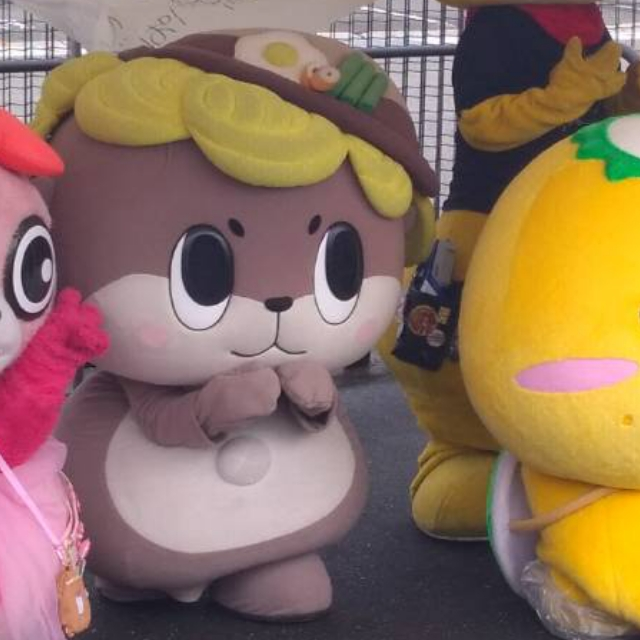
Shinjô-kun, la mascotte de Susaki.

La ville de Susaki a beaucoup de lieux touristiques et organise aussi divers évènements et matsuri (festivals) tout au long de l'année,.
On y trouve notamment un sanctuaire shinto, le sanctuaire Otonashi.
Il a été rapporté que, jusqu'à il y a quelques années, des traces de loutre vivant dans la rivière Shinjô, qui s'écoule dans la ville, avait été découvertes. Cependant, la loutre est considérée par le gouvernement comme une espèce éteinte au Japon depuis 2012. La ville a donc une mascotte représentant une loutre qui s'appelle Shinjô-kun.

## Transports
La ville est desservie par la ligne Dosan de la JR Shikoku.

## Jumelage
La ville de Susaki est officiellement jumelée avec la ville de Castanhal au Brésil depuis le 1er avril 1979, avec la ville de Tauranga en Nouvelle-Zélande depuis le 19 décembre 1997 et avec la ville d'Aioi dans la préfecture de Hyōgo depuis le 25 juin 2005.